# Thomas Norling
Thomas Norling, född 31 juli 1962, är en svensk jurist, ämbetsman och tidigare domare som sedan 2018 är justitieombudsman (JO).
Norling tog en jur.kand.-examen vid Uppsala universitet 1987. Han har varit kanslichef vid Insättningsgarantinämnden. Från 2007 till 2008 var han rådman vid Länsrätten i Stockholms län och från 2008 till 2014 chefsjurist tillika avdelningschef vid Pensionsmyndigheten. Från 2014 till 2018 var han kammarrättslagman i Kammarrätten i Stockholm. 1 april 2018 tillträdde han posten som justitieombudsman.
Norling har också varit särskild utredare, utredningssekreterare respektive expert i flera statliga utredningar. Han är sedan 2015 ordförande i Presstödsnämnden och Försvarets radioanstalts integritetsskyddsråd.